# 魚鳥類
鱼鸟类（学名：Ichthyornithes）是一类已经灭绝的，与现代鸟类共同祖先有着较近亲缘关系的中生代鸟类。其化石发现于白垩纪晚期的北半球，其下仅有两个公认的属：鱼鸟属和雅努斯鸟属，此外还有大量有待命名的化石标本。鱼鸟类在白垩纪末灭绝事件中与反鸟类、非鸟恐龙和许多其他动植物一同绝灭。

## 起源与演化
最早的鱼鸟类化石发现于9500万年前的晚白垩纪森诺曼期。基于零碎的化石标本，加拿大阿什维尔组(Ashville Formation)中存在有两种未命名的鱼鸟类，它们整体上都与鱼鸟非常相似。鱼鸟本身就有着相当长的生存时间，而在其化石记录消失后的1000万年间，仍有大量与其相似的标本被发现。 实际上，在整个白垩纪期间，鱼鸟类的形态与体型都没有发生显著改变，这似乎说明其演化相较于其他与现代鸟类有较近亲缘关系的中生代鸟类（例如黄昏鸟类）已几乎停滞。鱼鸟类和黄昏鸟类都曾生活在北美西部內陸海道之中，相较于对环境变化更为敏感的黄昏鸟类，鱼鸟类这种会飞行的海鸟演化压力并不大，使其在数千万年的时光中占据着几乎相同的生态位，因此并没有形态上的太大变化。 鱼鸟类最终在白垩纪末灭绝事件中走向灭绝，最后的鱼鸟类化石发现于白垩纪晚期的地狱溪层，距K-Pg界限至多只有30万年。
原齿翼鸟（学名：Protodontopteryx）的定属论文指出，鱼鸟类与齿翼鸟类的颌骨形态存在着惊人的相似。虽然这项研究仍基于一些颅后特征将齿翼鸟类归为新鸟类，并将其视为鸡雁小纲的一部分，但确实注意到这种特征是有待进一步研究的，因为齿翼鸟类的上颌仍然未知。
一项对鱼鸟的颅腔研究表明，鱼鸟类的大脑相较于现代鸟类更加“原始”，更接近始祖鸟和其他非鸟兽脚类恐龙。相反，其味觉却与现代今颚类更为相似。

## 分类
鱼鸟类与现代鸟类的祖先亲缘关系较近，但其代表了一个有齿海鸟的独特谱系。长期以来，人们一直认为诸如抱鸟(Ambiortus)，迷惑鸟(Apatornis)，忽视鸟(Iaceornis)和公会鸟(Guildavis)等与鱼鸟相似的白垩纪鸟类也是鱼鸟类的成员。然而实际上这些鸟类相较于鱼鸟与现代鸟类亲缘关系更近。在朱莉娅·克拉克2004年对鱼鸟形鸟类的评论中，先前的鱼鸟形目（学名：Ichthyornithiformes）和鱼鸟科（学名：Ichthyornithidae）被视为鱼鸟类的异名， 在同一篇论文中，鱼鸟类根据系统分类学被定义为異椎鱼鸟(Ichthyornis dispar)和现代鸟类的最近共同祖先及其所有后代。

### 物种
发现于北美的異椎鱼鸟(Ichthyornis dispar)和发现于比利时的终齿雅努斯鸟(Janavis finalidens)是鱼鸟类下唯二的物种。然而还有很多鱼鸟类标本没有得到描述，例如三个独立的肩胛骨标本RSM P2992.1（发现于蒙大拿地狱溪组），UCMP 187207（发现于怀俄明兰斯组）和AMNH 22002（发现于萨斯喀彻温法国人组）已被确认属于鱼鸟类的同一个物种，这一物种在北美洲生活到了馬斯垂克期的末尾，距离白垩纪-古近纪灭绝事件仅有30万年。另一个未命名的鱼鸟类物种发现于艾伯塔省的坎帕期岩层中。萨斯喀彻温省卡罗特河附近的森诺曼期阿什维尔组中还发现了另外两种也仅发现了肩骨化石的物种，其最初被视为鱼鸟属下的成员，但随后发现其可能属于一个或多个新属。此外，其他鱼鸟类的标本在俄罗斯也有描述，这说明这一类群在森诺曼期曾广泛的分布在北半球的大部分地区。

### 亲缘关系
下列分支图是2014年Michael Lee及其同事分析的结果，该分析拓展了O'Connor和Zhou在2012年的研究成果，展示了鱼鸟属与其他扇尾类鸟类的关系。

|  | †黄昏鸟目                                                   |
|  |                                                             |
|  | \| \| †阈鸟属 \| \| \| \| \| \| 鸟纲 (现代鸟类) \| \| \| \| |
|  |                                                             |
|  | †阈鸟属                                                     |
|  |                                                             |
|  | 鸟纲 (现代鸟类)                                             |
|  |                                                             |

|  | †阈鸟属         |
|  |                 |
|  | 鸟纲 (现代鸟类) |
|  |                 |

|  | †黄昏鸟目                                                   |
|  |                                                             |
|  | \| \| †阈鸟属 \| \| \| \| \| \| 鸟纲 (现代鸟类) \| \| \| \| |
|  |                                                             |
|  | †阈鸟属                                                     |
|  |                                                             |
|  | 鸟纲 (现代鸟类)                                             |
|  |                                                             |

|  | †阈鸟属         |
|  |                 |
|  | 鸟纲 (现代鸟类) |
|  |                 |